# Hallwyl Museum

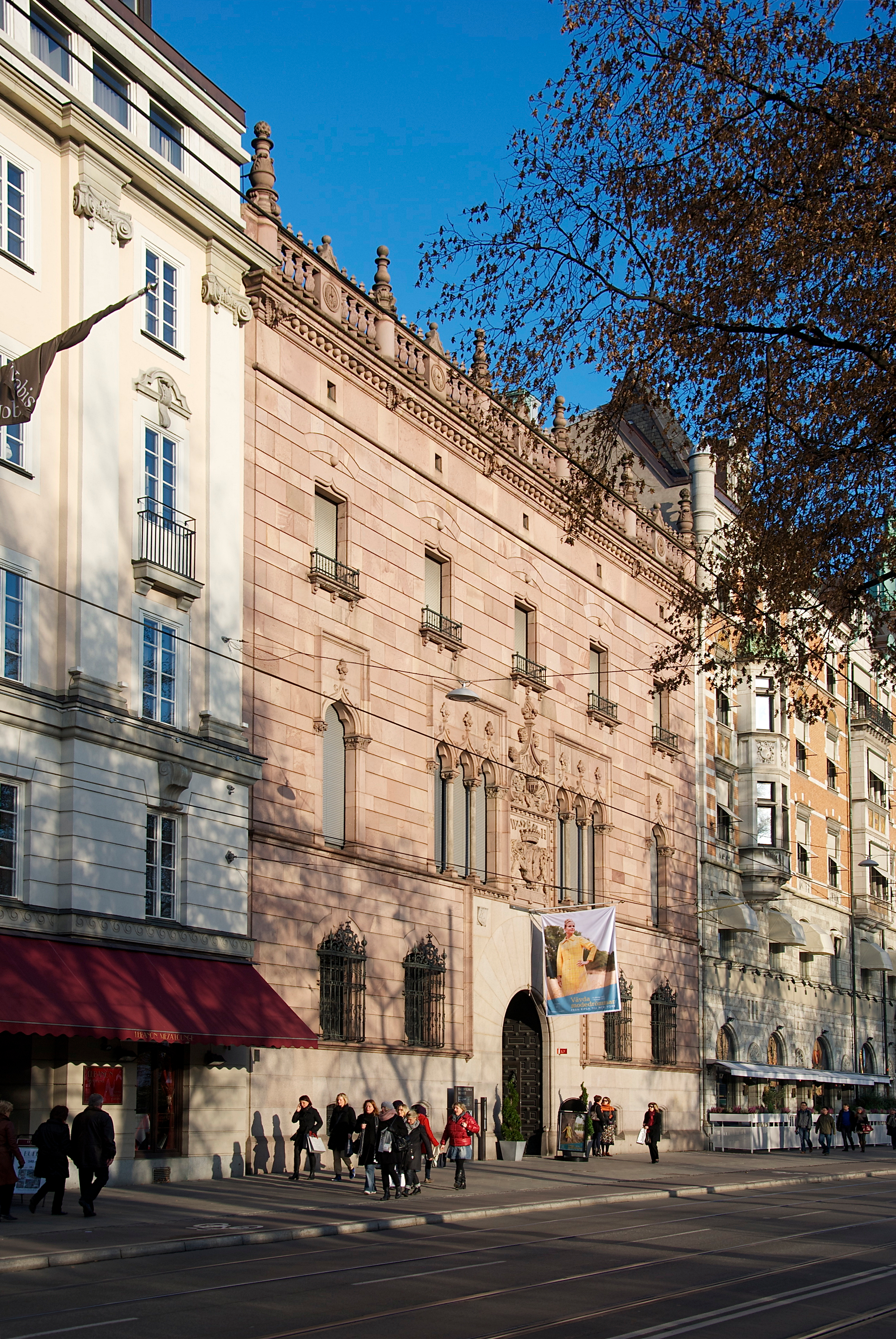
Hallwyl Museum

Hallwyl Museum (Zweeds: Hallwylska museet) is een Zweeds nationaal museum dat gehuisvest is in een historisch gebouw in het centrum van Stockholm op Hamngatan 4 bij het Berzeliipark.
Het gebouw, Hallwylpaleis (Zweeds: Hallwylska palatset), werd gebouwd in 1893-1898 naar het ontwerp van Isak Gustaf Clason voor graaf Walther von Hallwyl en zijn vrouw Wilhelmina. Het werd gebouwd om het bureau en de uitgebreide kunstcollectie van de gravin te herbergen. Hoewel het exterieur van het gebouw en de binnenplaats in historische stijl zijn opgetrokken, was het gebouw volledig modern bij de voltooiing ervan, inclusief elektriciteit, centrale verwarming, telefoons en badkamers. In een later stadium werd de lift toegevoegd. De gravin verzamelde haar kunstwerken tijdens haar wereldreizen om een museum te stichten en in 1920 werd het paleis aan de Zweedse staat geschonken, een decennium voor haar dood. Het museum is open voor het publiek en de Hallwylcollectie omvat daar ongeveer 50.000 objecten.